# Jean Jacques Antoine Caussin de Perceval
Pour les articles homonymes, voir Caussin.
Jean Jacques Antoine Caussin de Perceval est un orientaliste français, né à Montdidier le 24 juin 1759 et mort le 29 juillet 1835.

## Biographie
Fils d'un marchand de draps de Montdidier anobli en 1786 et de Marie-Marguerite Béjot, sœur de François Béjot, garde des manuscrits de la bibliothèque du Roi, il vient jeune à Paris auprès de son oncle qui le prend sous sa protection. Il passe sa thèse de philosophie en 1776. Il entre au cabinet des Antiques auprès de l'abbé Barthélemy grâce à son oncle, il est nommé surnuméraire au cabinet des Manuscrits en 1778, commis en 1781, et censeur royal ; il est garde adjoint en 1784.
Il apprend l'hébreu et l'arabe au Collège de France en suivant les cours de Cardonne et de Deshauterayes, auquel il succède dans la chaire d'arabe en 1783. Il succède à son oncle à sa mort et devient garde des manuscrits en 1787. Il est « renvoyé » de la bibliothèque après le 10 août 1792.
Resté à l'écart des évènements politiques, il entre en 1809 dans la classe d'histoire et de littérature ancienne de l'Institut qui est devenu l'Académie des inscriptions et belles-lettres en 1816 dont il devient président en 1824, ce qui lui vaut de prononcer l'hommage de Langlès à qui il avait donné les premières leçons de langue arabe. Il est président du Collège de France en 1830, mais les infirmités dont il est atteint l'amènent à démissionner de ses fonctions en 1833. Il est nommé professeur honoraire et remplacé par son fils aîné qui a été son suppléant au Collège de France depuis 1830.
Le cabinet des manuscrits a acquis 47 manuscrits arabes provenant de son Cabinet en 1871 (suppl. arabe 2288-2334).

## Famille
- Jacques Nicolas Caussin de Perceval, seigneur du fief de Perceval , sis à Baizieux, marié en 1757 avec Marguerite Françoise Béjot (1728- )
  - Jean Jacques Antoine Caussin de Perceval s'est marié en 1787, en premières noces, avec Adélaïde Boudet (†1790) dont il a eu
    - Adélaïde Marie Caussin de Perceval (1788- )

  - marié en secondes noces, en 1794, avec Catherine Félicité Labroue (1773-1802) dont il a eu :
    - Armand-Pierre Caussin de Perceval (1795-1871), professeur au Collège de France, chevalier de la Légion d'honneur[1],
    - Barthélémy Hippolyte Caussin de Perceval (1796-1857), juge, conseiller à la Cour de Cassation en 1855, ayant probablement construit le château des Houlettes à Saint-Evroult-Notre-Dame-du-Bois[2], marié à Anna Lina Aviat de Saint Maurice, dont il a :
      - Antoine Louis Hippolyte Caussin de Perceval (1828-1857), marié en 1855 avec Renée Élisabeth Gaudais (†1901) dont il a :
      - Émile Caussin de Perceval (1856- ), marié le 25 mai 1880 avec Rose Valentine Mathieu de Boissac (1859- ) dont il a :
        - Marie Élisabeth Caussin de Perceval (1886-1969),
        - Jean Marie Joseph Caussin de Perceval (1891- ),

      - Marie Cyprien Anatole Caussin de Perceval (1830-1897), officier de la Marine impériale, marié avec Aglaë Caroline Adèle Henriette O’Héron (1841- )
      - Marie Françoise Emilie Caussin de Perceval mariée avec Louis Charles Delagroue, ancien avoué près le tribunal civil de la Seine,

    - Eugène Caussin de Perceval (1801-1865), magistrat en poste successivement à Amiens, à Moulins dans l’Allier, à Caen, procureur général, officier de la Légion d'honneur[3], marié avec Marie Alix Urguet de Saint-Ouen.

  - marié vers 1810 en troisièmes noces avec Angélique Émilie Françoise Gamot 1789-1814) dont il a :
    - Marie Françoise Émilie Caussin de Perceval (1814-1885)

  - marié en quatrièmes noces le 26 avril 1815 avec Aglaé Raimbault (1791-1874), dont il a :
    - Louis Caussin de Perceval (1818-1891), juge au tribunal civil de la Seine,
    - Charles Caussin de Perceval (1820- ), directeur de haras, marié avec Émilie Pauline Dumoulin du Lys (†1912)
      - Charles Pierre "Lucien" Caussin de Perceval (1848-1911)

  - Marguerite Françoise Caussin de Perceval

## Publications
Il a traduit :
- du grec :
  - les Argonautiques de Apollonios de Rhodes, 1796 (lire en ligne) ;
- de l'arabe :
  - la Suite des Mille et une Nuits, 1806, qui reprennent des contes arabes et persans tirés de manuscrits de la bibliothèque nationale de France ;
  - Histoire de la Sicile sous les Musulmans d'Al-Nowaïri, 1802 ;
  - Le livre de la grande table hakémite de Abû'l-Hasan 'Alî ibn Abi Sa'id Abd ar-Rahman, dit Ibn Yunus, 1804 (lire en ligne)
  - les Séances de Hariri (1818) ;
  - les Tables astronomiques d'Ibn Yûnis, etc.
- du latin :
  - L'Argonautique ou Conquête de la toison d'or de Caius Valerius Flaccus, publié en 1829 (lire en ligne)

## Distinction
- Chevalier de la Légion d'honneur en 1814.